# Mario & Sonic at the Sochi 2014 Olympic Winter Games
Mario & Sonic at the Sochi 2014 Olympic Winter Games är ett crossover-sprotspel till Wii U. Spelsläppet tillkännagavs den 17 maj 2013, och är det officiella spelet för olympiska vinterspelen 2014 i Sotji. Spelet släpptes i Europa den 8 november 2013, den 9 november  2013 i Australien, den 15 november 2013 i Nordamerika, och 5 december 2013 i Japan.

### Fotnoter
1. 1 2  ”NINTENDO ANNOUNCES LAUNCH DATES FOR ANTICIPATED Wii U & NINTENDO 3DS TITLES FOR 2013”. Nintendo Australia. 2 oktober 2013. Arkiverad från originalet den 7 juli 2018. https://web.archive.org/web/20180707062016/https://www.nintendo.com.au/index.php?action=news&nid=3032. Läst 2 oktober 2013.
2. 1 2  ”Mario & Sonic at the Sochi 2014 Olympic Winter Games reconfirmed for Nov. 8th release”. Go Nintendo. 20 september 2013. Arkiverad från originalet den 16 april 2015. https://web.archive.org/web/20150416194302/http://www.gonintendo.com/?mode=viewstory&id=212766. Läst 14 oktober 2013.
3. 1 2  ”Nintendo Direct 2013.10.1” (på japanska). Nintendo Co., Ltd. Arkiverad från originalet den 28 januari 2014. https://web.archive.org/web/20140128122529/http://www.nintendo.co.jp/nintendo_direct/20131001/. Läst 11 april 2015.
4. ↑  ”Mario & Sonic at the Sochi 2014 Olympic Winter Games Review” (på engelska). IGN Entertainment. Arkiverad från originalet den 11 april 2015. https://web.archive.org/web/20150411150435/http://www.ign.com/games/mario-sonic-at-the-sochi-2014-olympic-winter-games/wii-u-168689. Läst 11 april 2015.
5. ↑  ”Flipnote Studio 3D Release Date + Other Nintendo 3DS News”. YouTube. 3 juni 2013. https://www.youtube.com/watch?v=y-N5EMh_hso. Läst 5 september 2013.